# Rivoluzione dei bulldozer
La rivoluzione dei bulldozer (Bager Revolucija), avvenuta in Serbia nell'ottobre 2000, è un evento significativo nella storia del paese. È stata una rivolta popolare che ha portato alla caduta del regime di Slobodan Milošević, che era al potere da oltre un decennio.

## Storia
La rivoluzione dei bulldozer è così chiamata perché i manifestanti hanno utilizzato bulldozer e altri veicoli pesanti per sfondare le barricate erette dalla polizia e raggiungere il Parlamento serbo a Belgrado. La protesta è stata innescata dalle elezioni presidenziali che si sono svolte il 24 settembre 2000, in cui Milošević è stato dichiarato vincitore nonostante le affermazioni di brogli elettorali.
Gli oppositori di Milošević, guidati dall'Opposizione Democratica di Serbia (DOS), hanno organizzato manifestazioni di massa pacifiche per contestare i risultati e chiedere un'autentica democrazia. Le proteste hanno coinvolto un'ampia varietà di gruppi, tra cui studenti, intellettuali, sindacati e membri della società civile.
La situazione è diventata sempre più tesa e il 5 ottobre 2000, migliaia di persone hanno marciato verso il centro di Belgrado. La polizia ha cercato di bloccare l'accesso al Parlamento, ma i manifestanti hanno utilizzato bulldozer e camion per abbattere le barriere. La polizia ha evitato un confronto violento e alla fine ha rinunciato al controllo, permettendo ai manifestanti di occupare il Parlamento e altri edifici chiave.
Il 6 ottobre 2000, Slobodan Milošević ha accettato di annullare i risultati delle elezioni e convocare nuove elezioni. Questo ha segnato la fine del suo regime autoritario e ha aperto la strada a una transizione democratica in Serbia.

### La caduta di Milošević e la transizione democratica in Serbia
Dopo la rivoluzione dei bulldozer, la Serbia ha attraversato un periodo di transizione politica e sociale significativa. Le elezioni sono state indette e una nuova coalizione, l'Alleanza Democratica di Serbia (DOS), ha ottenuto una vittoria schiacciante. Vojislav Koštunica è diventato il nuovo presidente del paese, segnando la fine del regime di Slobodan Milošević.
La Serbia ha avviato un processo di democratizzazione, con riforme istituzionali, politiche e legali. Sono state adottate leggi per promuovere la libertà di stampa, i diritti umani e l'indipendenza del sistema giudiziario. Sono state intraprese azioni per depurare la polizia e le istituzioni statali dai sostenitori del regime precedente.
A livello internazionale, la Serbia ha cercato di ristabilire i rapporti con la comunità internazionale. Ha cooperato con il Tribunale penale internazionale per l'ex Jugoslavia (ICTY) nell'arresto e nell'estradizione di persone accusate di crimini di guerra. Ha anche cercato di stabilire legami più stretti con l'Unione europea e di partecipare a processi di integrazione europea.